# Município de Milton (condado de Ashland, Ohio)
O município de Milton (em inglês: Milton Township) é um município localizado no condado de Ashland no estado estadounidense de Ohio. No ano de 2010 tinha uma população de 2.383 habitantes e uma densidade populacional de 40,49 pessoas por km².

## Geografia
O município de Milton encontra-se localizado nas coordenadas 40° 51′ 35″ N, 82° 22′ 35″ O. Segundo a Departamento do Censo dos Estados Unidos, o município tem uma superfície total de 58.86 km², da qual 58.66 km² correspondem a terra firme e (0.34%) 0.2 km² é água.

## Demografia
Segundo o censo de 2010, tinha 2.383 habitantes residindo no município de Milton. A densidade populacional era de 40,49 hab./km². Dos 2.383 habitantes, o município de Milton estava composto pelo 98.28% brancos, o 0.42% eram afroamericanos, o 0.04% eram amerindios, o 0.29% eram asiáticos, o 0.25% eram insulares do Pacífico, o 0.04% eram de outras raças e o 0.67% pertenciam a dois ou mais raças. Do total da população o 0.46% eram hispanos ou latinos de qualquer raça.